# Naka-Meguro Atlas Tower
La Naka-Meguro Atlas Tower (中目黒アトラスタワー) est un gratte-ciel construit de 2007 à 2009 à Tokyo dans le district de Meguro-ku, mesurant 165 mètres de hauteur. Il abrite des bureaux, des commerces et 560 logements. La surface de plancher de l'immeuble est  de 66 013 m2.
L'architecte est l'agence japonaise Nikken Sekkei